# Bardo (województwo świętokrzyskie)
Bardo – wieś w Polsce położona w województwie świętokrzyskim, w powiecie kieleckim, w gminie Raków.
Wieś w powiecie wiślickim województwa sandomierskiego była w latach 70. XVI wieku własnością kasztelana żarnowskiego Jana Sienieńskiego. 
| SIMC    | Nazwa            | Rodzaj    |
| ------- | ---------------- | --------- |
| 0265170 | Bardo Dolne      | część wsi |
| 0265187 | Bardo Górne      | część wsi |
| 0265193 | Bardo Poduchowne | część wsi |
| 1017110 | Folwark          | część wsi |
| 0265201 | Grabiec          | część wsi |
| 0265218 | Łysa Góra        | część wsi |
| 0265224 | Marianów         | część wsi |
| 0265230 | Modrzewie        | część wsi |
| 0265247 | Okupniki         | część wsi |
| 0265253 | Podsadkowie      | część wsi |
| 0265260 | Stawy            | część wsi |
| 0265276 | Ugory            | część wsi |
| 0265282 | Zadole           | część wsi |
| 0265299 | Zagórze          | część wsi |

## Historia
Pierwszy zapis o wsi Bardo pochodzi z roku 1356 wymienia ją Kodeks Małopolski (t.III s.104).
Słownik Królestwa Polskiego wymienia: Bardo Dolne, wieś z folwarkiem, Bardo Górne wieś, i Bardo-plebania - wieś kościelną w powiecie opatowskim, gminie Rembów. Obecnie są to administracyjne części miejscowości.
W połowie XV wieku istniał tu kościół drewniany wspomniany przez Długosza w L.B. (t.I s. 454). Dziedzicem wsi był wówczas Mikołaj Róża z Kurozwęk (Długosz L.B.  t. II s.465).
Opisany w Słowniku  kościół murowany pochodzi z XVIII wieku.
Podług spisu z 1827 r. było tu 59 domów i 211 mieszkańców. Parafia Bardo w dekanacie opatowskim  liczyła 1270 wiernych.
W latach 1954–1968 wieś należała i była siedzibą władz gromady Bardo, po jej zniesieniu w gromadzie Raków. W latach 1975–1998 miejscowość położona była w województwie kieleckim.
W Bardzie urodził się Antoni Franciszek Sotkiewicz, polski duchowny katolicki, biskup diecezjalny sandomierski.

## Zabytki
Kościół pw. Nawiedzenia NMP, wzniesiony w 1789 roku; ufundowany przez Barbarę Misiewską, stolnikową bracławską; na antepedium głównego ołtarza umieszczony jest herb Misiewskich Ciołek. Wpisany wraz z przykościelnym cmentarzem do rejestru zabytków nieruchomych (nr rej.: A.451/1-2 z 31.10.1947 i z 15.04.1967).